# Alma Sorben-Rottock
Alma Wilhelmine Ernestine Amanda Sorben-Rottock (geb. Rottock) (* 30. März 1865 in Rendsburg; † nach 1952) war eine deutsche Malerin.

## Leben
Alma Sorben-Rottock erhielt ihren ersten Mal- und Zeichenunterricht in den 1880er Jahren in Berlin. Im Königlichen Kunstgewerbemuseum erhielt sie Unterricht in Blumenmalerei von Catharina Klein und im Landschaftsfach von dem Landschafts- und Marinemaler Hans Schleich (1834–1912) sowie von Max Uth, der seit 1897 auch ein eigenes Schülerinnenatelier in Berlin leitete, und William Pape.
Seit dem 9. September 1899 war sie verheiratet.
Von 1906 bis einschließlich 1952 war sie in der Lutherstr. 19 in Schleswig ansässig.
Als Mitglied der Schleswig-Holsteinischen Kunstgenossenschaft war sie 1907 mit zwanzig Arbeiten (Blumen, Landschaft und Stillleben) auf der Kieler Ausstellung vertreten; sie beteiligte sie auch an weiteren Ausstellungen, unter anderem in den Jahren 1909 und 1913.